# Смещение (психология)
Смеще́ние — психологический механизм, описанный Фрейдом как один из механизмов цензурирования в процессе формирования сновидений. Заключается в подмене не прошедших цензуру элементов сновидения более нейтральными символами и намёками. В связи со снижением роли интерпретации сновидений в психоанализе, сейчас термин часто используется как синоним «вымещения».

## Описание
Замена скрываемого элемента сновидения намёком.

Видевший сон извлекает (hervorzieht) (определенную, знакомую ему) даму из-под кровати. Он сам открывает смысл этого элемента сновидения первой пришедшей ему в голову мыслью. Это означает: он отдает этой даме предпочтение (Vorzug).

Другому снится, что его брат застрял в ящике. Первая мысль заменяет слово ящик шкафом (Schrank), а вторая дает этому толкование: брат ограничивает себя (schränkt sich ein).

Кроме того, этот механизм может производить смещение акцента с одних элементов сновидения на другие, так что наиболее важные элементы скрытого сновидения оказываются почти незаметными в явном сновидении, и наоборот.